# Památný dub hálkový (Neo Chorio)
Památný dub hálkový, řecky Αιωνόβια Δρυς a anglicky Famous Quercus Infectoria, je mohutný památný solitérní strom v kopcích obce Neo Chorio v distriktu Pafos na Kypru. Je to dub hálkový, latinsky Quercus infectoria subsp. veneris, který se nachází v nadmořské výšce 262 m, u rozcestníku tří turistických tras (Adonis Nature Trail, Aphrodite Nature Trail a Evropská dálková trasa E4), v místě ruin byzantského kláštera a věže (Pyrgos tis Rigainas a Rigena Tower Ruins), jiho-jihovýchodně od vrcholu hory Moutti Tis Sotiras na poloostrově Akamas.

## Legenda
Podle legendy se u stromu scházela bohyně Afrodité se svým milencem Adonisem.

## Další informace
Podle ůdajů z roku 2006:
| Výška stromu:                   | 18 m    |
| Obvod kmene (ve výčetní výšce): | 5,35 m  |
| Věk:                            | 500 let |

## Galerie

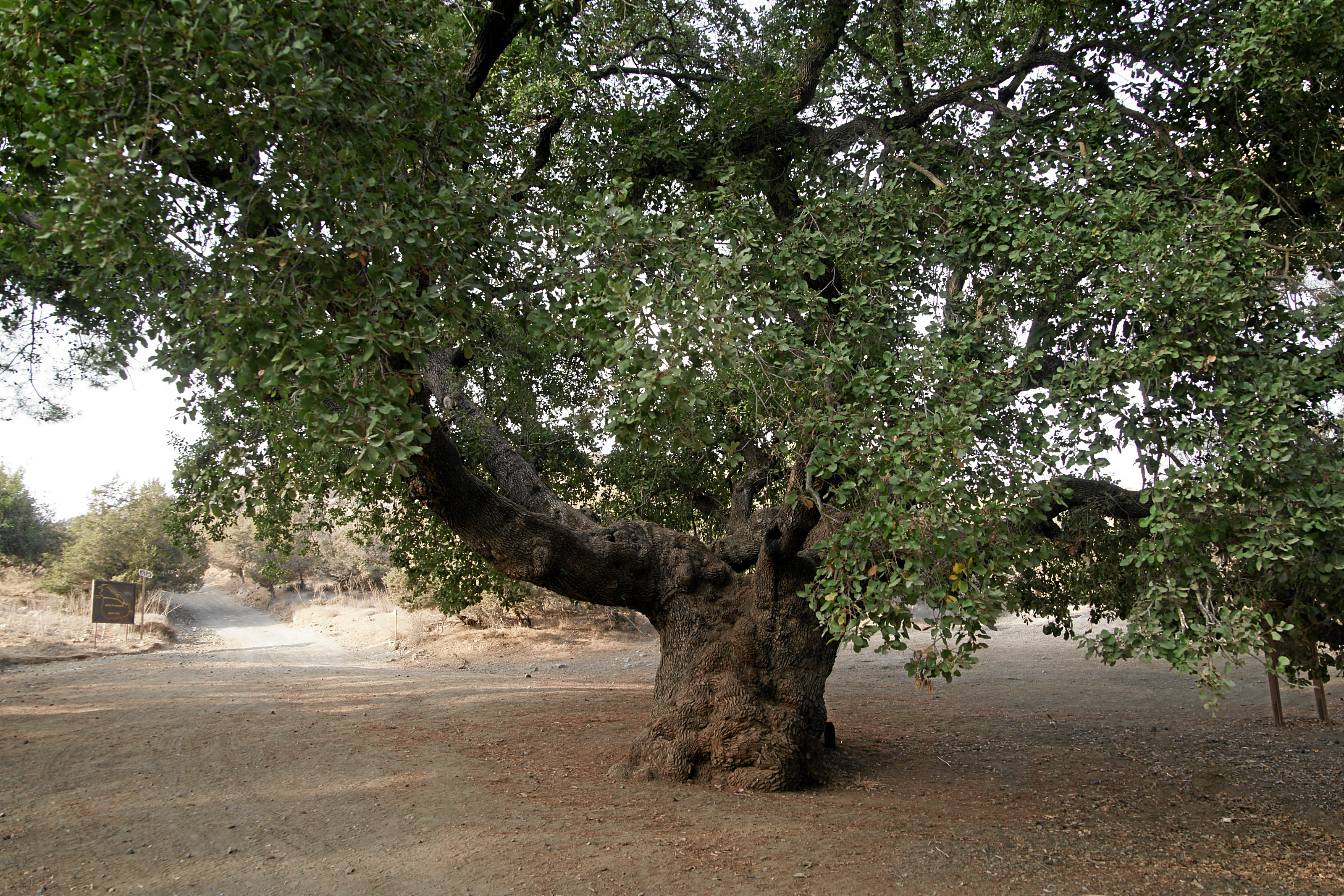
Dub (říjen 2021)
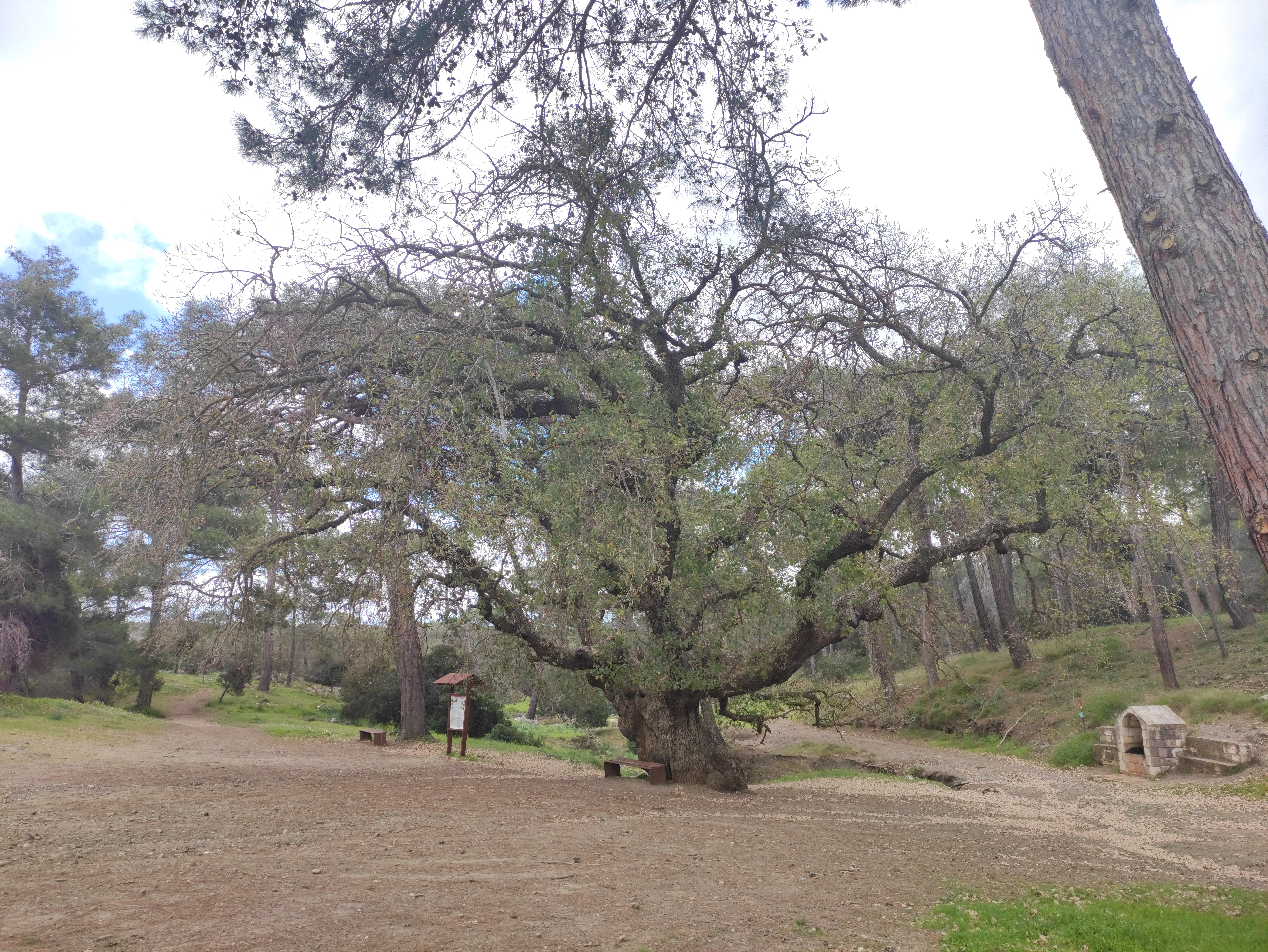
Dub (březen 2023)
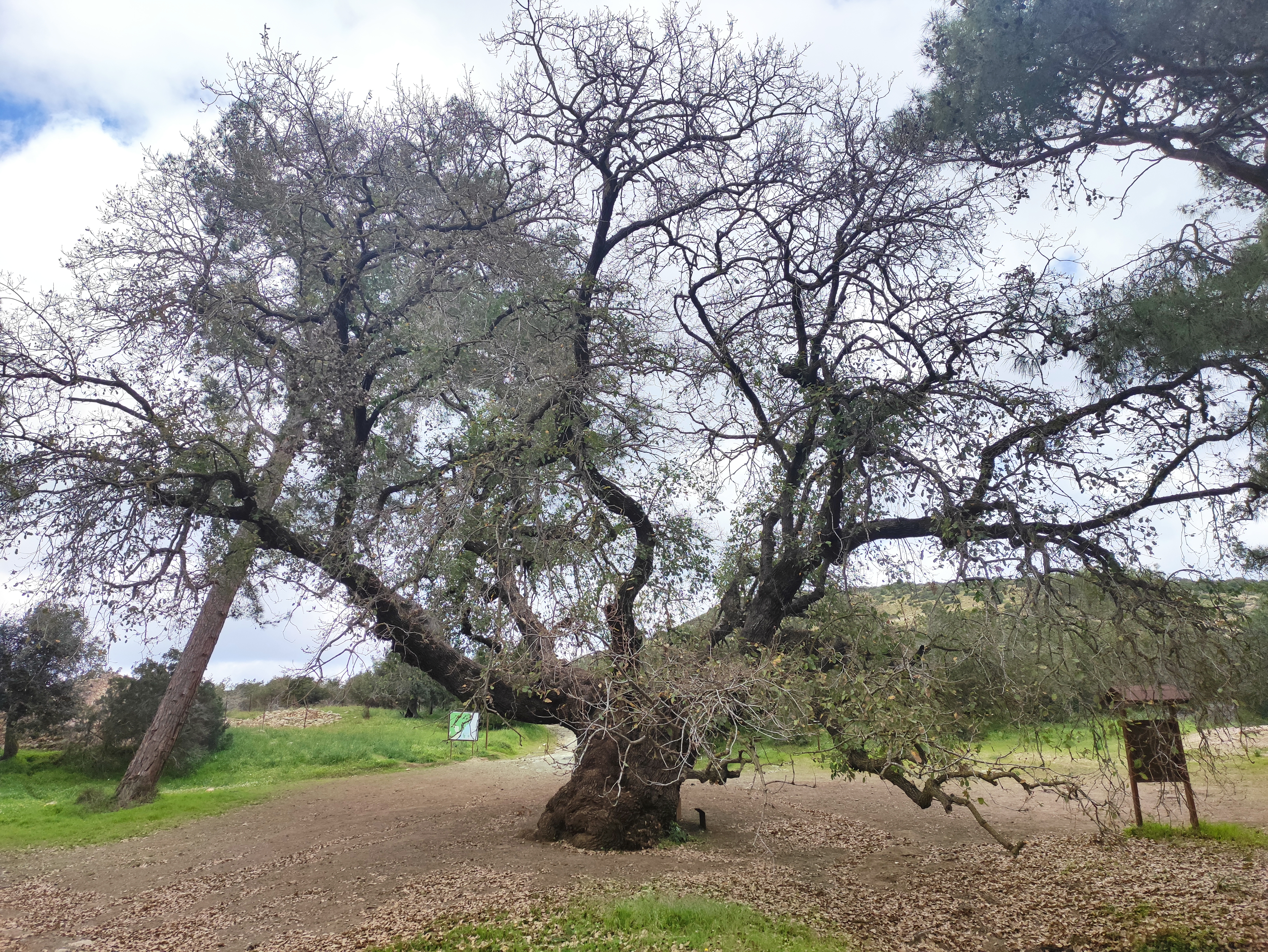
Dub (březen 2023)
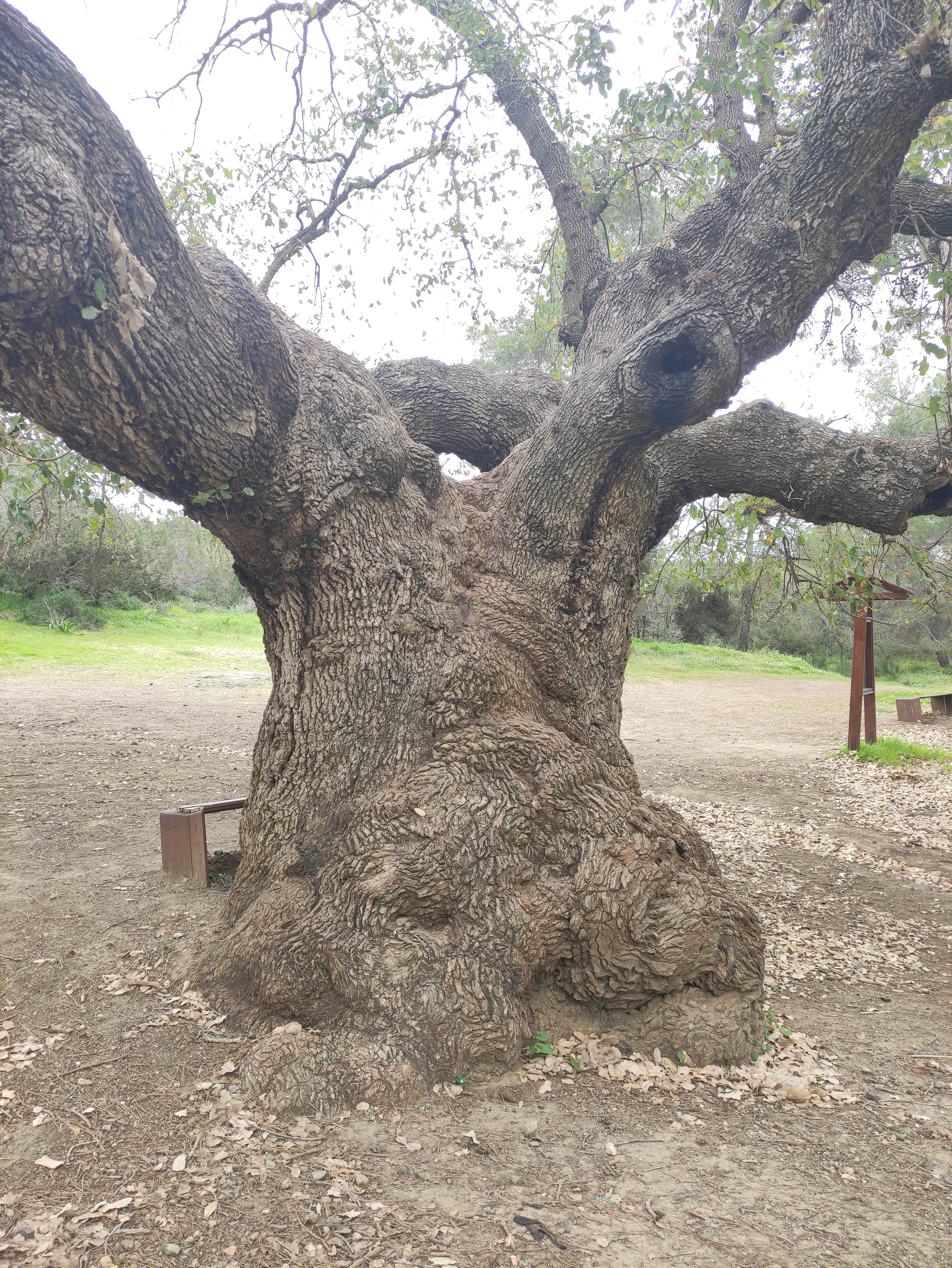
Kmen dubu
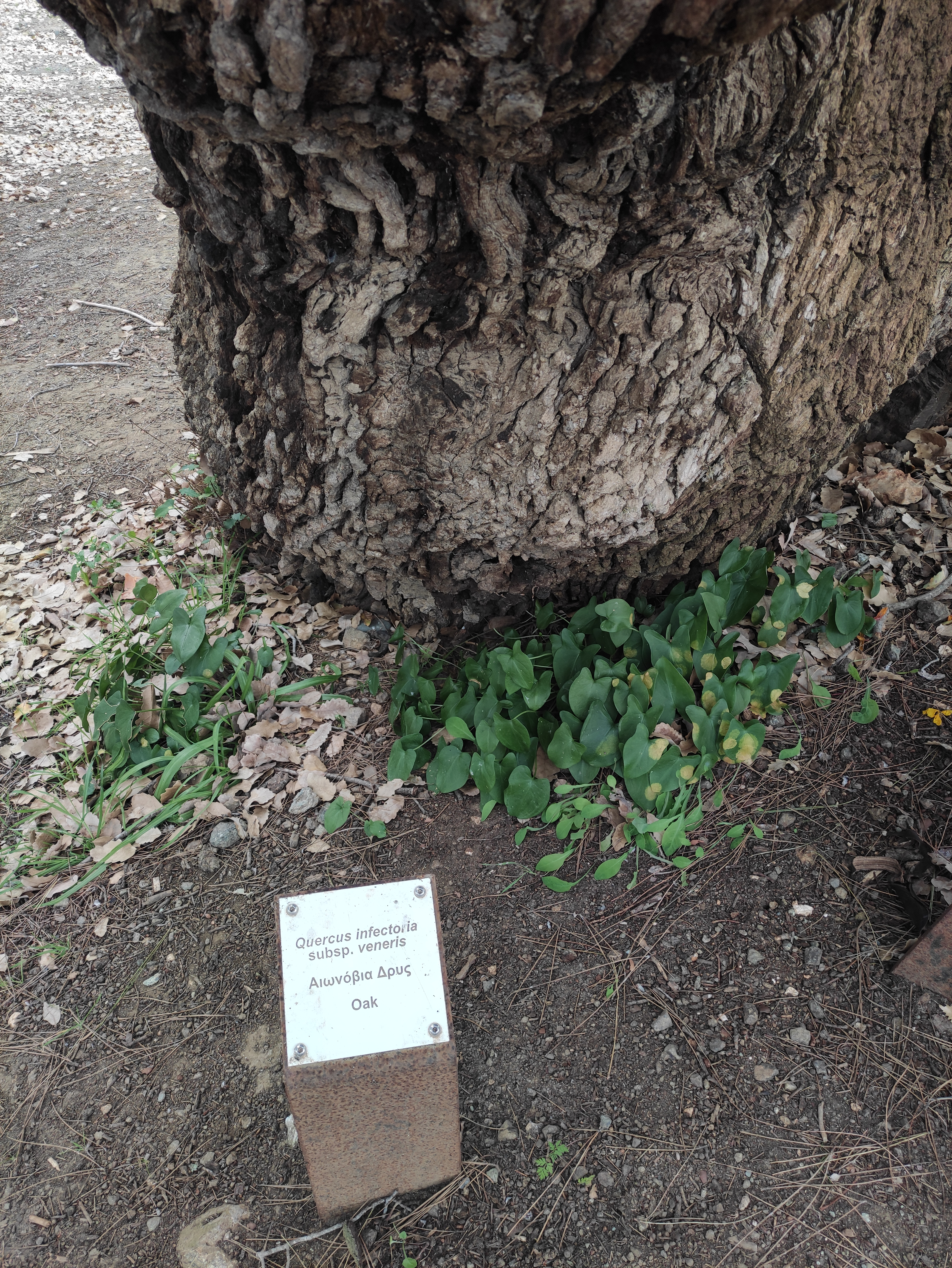
Detail kmene s informační tabulí